# Anansi
En la mitologia Aixanti, Anansi és un dels déus més importants i famosos de saber popular. També és present en els contes orals de diverses cultures africanes i caribenyes. Apareix amb el nom d'Ananse, de Kwaku Ananse o Anacy.
Anansi és una aranya que sovint es presenta i actua com un home. El mite d'Anansi és similar al del Coiot o del Corb a les cultures d'Amèrica del Nord. És un déu engalipador que aconsegueix el que vol amb astúcia i enganys.
Actua al costat del seu pare Nyame (el Déu de Cel), fent d'intermediari entre aquest i el món. Porta la pluja per aturar focs i fa altres tasques per a ell, també ensenya a la humanitat tasques agrícoles i, segons algunes creences, va ser el creador del Sol, la Lluna i les estrelles.